# Fuente Tormella
La Fuente Tormella es el punto exacto de nacimiento del río Tormes, importante afluente del río Duero.
Esta fuente está situada dentro del Prado Tormejón, en el municipio de Navarredonda de Gredos, en la provincia de Ávila, comunidad autónoma de Castilla y León, España.